# Ряссы (Шиловский район)
Ряссы — село в Шиловском районе Рязанской области в составе Мосоловского сельского поселения.

## Географическое положение
Село Ряссы расположено на Окско-Донской равнине на реке Алёнке в 23,5 км к западу от пгт Шилово. Расстояние от села до районного центра Шилово по автодороге — 32 км.
К северу от села расположен крупный овраг Ласки, по дну которого протекает ручей, и урочища, бывшие прежде населёнными пунктами — Стерлигово, Рясские Выселки и Еремеевка. Ближайшие населённые пункты — деревни Дебры, Слобода, Фролово, а также деревни Полянки, Одоевцево и Шатилово (Спасский район).

## Население
По данным переписи населения 2010 г. в селе Ряссы постоянно проживают 49 чел. (в 1992 г. — 125 чел.).

## Происхождение названия
Село Ряссы расположено на берегах реки Алёнки, которая делит его примерно пополам. Соответственно на высоком берегу реки располагались «Верхние Рясы», а на низменном — «Нижние Рясы». То есть первый компонент топонима («Верхние», «Нижние») указывал на расположение населённого пункта относительно реки. Второй компонент («Рясы») был образован по наименованию небольшой речушки, притока Алёнки, протекающей через село и летом часто пересыхающей. Гидроним Ряса соотносится с рязанским диалектным словом «ряса» в значении «грязная, вязкая, топкая болотистая местность, летом с плешинами на засохшей и растрескавшейся корке грязи».
Несмотря на наличие двух топонимов («Верхние» и «Нижние»), в документах начиная со второй половины XVIII в. село чаще всего именовалось Верхними Рясами или просто Рясами — по наименованию той его части, где находился сельский храм. В дальнейшем, в окончательном варианте, наименование села получило оформление в виде Ряссы.

## История
На северной окраине села Ряссы и в 0,6 км к северу от него обнаружены остатки двух древнерусских селищ XII—XIII и XIII—XV вв.
Современное село Ряссы возникло в результате слияния двух поселений, расположенных на разных берегах реки Алёнки: села Верхние Рясы и деревни Нижние Рясы. Село Верхние Рясы впервые упоминается в 1520 г. в «Жалованной подтвердительной несудимой на данного пристава и заповедной (от владычных пошлинников) грамоте», выданной великим князем Василием III Ивановичем игумену Терехова Воскресенского монастыря Роману на его владения — сельцо Тереховское, Селивановское и Верхние Рясы Васильевские Александровские с починком, угодьями и половиною Шиловского мыта в Старорязанском стане на Мещерской стороне в Рязанском уезде.

В писцовых и межевых книгах Воронцова-Вельяминова и подьячего Юрия Судникова за 1636 г. сохранилось такое описание села Верхние Рясы: 
«Село Верхние Рясы, на речке на Рясе, а в нём церковь Всемирное Воздвижение Честнаго Креста да Николы Чудотворца древяны клетцки, а в церквах образы и книги и ризы и колокола и всякое церковное строение попово и приходных людей, а на церковной земле: двор поп Еустафей, двор поп Игнатей, двор дьячек Гришка Дмитреев, двор просвирница Ириница, да 2 кельи нищих — питаютца о церкви Божии. Пашни паханые церковные добрые земли 20 чети в поле, а в дву потомуж, сена по заполью и по верхам 40 копен.
Село Верхние Рясы в поместьях написано за стольником за Григорьем Гавриловым сыном Пушкиным, за Иваном Захаровым сыном Ляпуновым, да за дьяки: за Максимом Матюшкиным, да за Максимом Чирковым, да за Ондреем Лысцовым, да за князем Петром Дуловым…И всего за Пушкиным 2 двора крестьянских, а людей в них 8 человек, 5 мест дворовых; за Иваном Захаровым Ляпуновым 2 двора крестьянских, а в них людей 17 человек, 2 двора бобыльских, а людей в них 11 человек, 3 двора безпашенных бобылей, а людей в них 11 человек да 3 двора пустых; за дияком Максимом Григорьевым Матюшкиным 4 двора крестьянских, а людей в них 29 человек, 2 двора бобыльских, а людей в них 9 человек, 1 двор пуст; за дьяком Максимом Фоминым Чирковым 4 двора крестьянских, а людей в них 25 человек, 2 двора бобыльских, а людей в них 10 человек, 2 двора пустых; за Ондреем Ивановым сыном Лысцовым 1 двор бобыльский, а людей в нём 6 человек и 2 двора пустых».
Из документа видно, что в начале XVII в. село Верхние Рясы являлось владельческим и принадлежало в долях («жеребьях») 5 помещикам, наиболее известными из которых являлись Пушкины и Ляпуновы.

Согласно окладным книгам 1676 г. в селе Верхние Рясы числилась уже всего одна Никольская церковь, при которой показаны 
«двор попа Федота, двор попа Ивана, 3 двора дьячковых, двор пономарский. Церковные пашни 20 четвертей в поле, в дву потомуж, сена было у тое церкви 50 копен. И по скаске попов Ивана да Федота те сенные покосы пустовые церкви земля Введения Пресвятые Богородицы, что преж сего было на речке на Ворге, дачи Прокофья Соболева, а ныне тем ево Прокофьевым поместьем по здачи владеет стряпчей Назарей Чевкин, и во имя тое пустовые церкви Введения Пресвятые Богородицы построил Назарей Чевкин у себя в деревне Муратове церковь вновь и те сенные покосы от них атошли к той новопостроенной церкви к селу Муратову.
В приходе к той церкви в селе Рясах и в розных деревнях — во Фролове, во Грамакове, в Слободе, в Чернееве, в Стерлегове, а в них розных помещиков 14 дворов, двор помещиков, а в нём живет задворный слуга, крестьянских 101 двор, бобыльских 18 дворов».
Примерно к этому же времени, ко второй половине XVII в., относятся первые письменные упоминания о деревне Нижних Рясах, возникших на противоположном, низменном (отсюда название) берегу реки Алёнки. В окладных книгах за 1676 г. при описании Введенской церкви в селе Муратове, принадлежавшем помещику Назарию Чевкину, отмечается, что в приходе к той церкви состоит деревня Нижние Рясы, в которой насчитывалось 5 крестьянских дворов.
Таким образом, Верхние и Нижние Рясы изначально разделяла не только река, но и статус (Верхние Рясы — село, Нижние Рясы — деревня), и разные приходы (в Верхних Рясах собственная Никольская церковь, Нижние Рясы относились к приходу Введенской церкви села Муратово), и, наконец, принадлежность разным владельцам. Когда произошло слияние обеих населённых пунктов доподлинно не известно, но уже со второй половины XVIII в. в документах они не разделялись, и название села писалось «Рясы, Верхние Рясы тож».
В 1735 г. при Никольской церкви в селе Верхние Рясы числилось 20 четв. земли, в причте 2 попа, дьячек и пономарь, и 124 приходских двора.

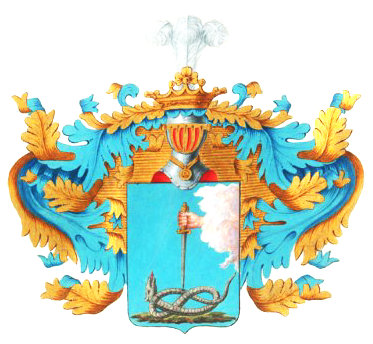
Герб рода дворян Измайловых.

К этому времени старая деревянная Никольская церковь значительно обветшала, и в 1761 г. подавалось прошение о построении вместо неё каменного храма. Строительство велось на средства местных помещиков и достаточно долго: только в 1774 г. в новом храме были освящены придельные Никольский и Казанский престолы, а главный, Воздвиженский престол, был освящён в 1798 г. Значительные пожертвования в пользу Воздвижеского храма села Верхние Рясы были сделаны местными помещиками Стерлиговыми и Измайловыми.

Малоземелье вынуждало жителей быстро растущего села выселяться на другие места. Часть переселенцев в середине XIX в. образовала деревню Рясские Выселки, другие — в начале XX в. основали деревушку Торжки, ныне не существующую. В «Сборнике статистических сведений» за 1890 г. отмечается: 
«С. Рясы, Верхние Рясы тож, расположено на ровном месте у мелководной р. Ряски, которая в жаркое лето почти пересыхает».
В 1875 г. в Верхних Рясах была открыта земская приходская школа, а в 1911 г. для неё построено новое каменное здание.
К 1891 г., по данным И. В. Добролюбова, в приходе Воздвиженской церкви села Верхние Рясы, помимо самого села, в котором насчитывалось 70 крестьянских дворов, числились деревни Аргамакова (42 двора), Стерлигова (48 дворов), Фролова (62 двора), Слобода (38 дворов), Рясские Выселки (14 дворов) и Еремеева (6 дворов), в коих всего проживало всего 1075 душ мужского и 1131 душа женского пола.
Вплоть до 1917 г. в селе Верхние Рясы сохранялся пережиток его прежней принадлежности разным владельцам: здесь существовало 2 сельских общества — Ряссы и Ряссы Авдонково. Всего в них к 1906 г. насчитывалось 75 дворов с 626 жителями.
В октябре 1917 г. жители села Ряссы на митингах активно поддержали осуществление в стране революционных преобразований. А 2 января 1918 г. на совместном заседании Совета крестьянских депутатов и земских гласных Рясской волости все единогласно проголосовали за передачу власти Совету и упразднение земства.
В 1930-е гг. в Ряссах был создан колхоз «Победа Октября». Воздвиженская церковь была закрыта, её здание использовалось как колхозный склад, а в 1950-х гг. оно было полностью разрушено.

## Известные уроженцы
- Павел Иванович Буняшин (1902+1983 гг.) — советский военный деятель, генерал-майор (1943 г.).
- Владимир Григорьевич Петропавловский (род. 1946 г.) — писатель-прозаик, член Союза писателей Российской Федерации.